# Псалом 26

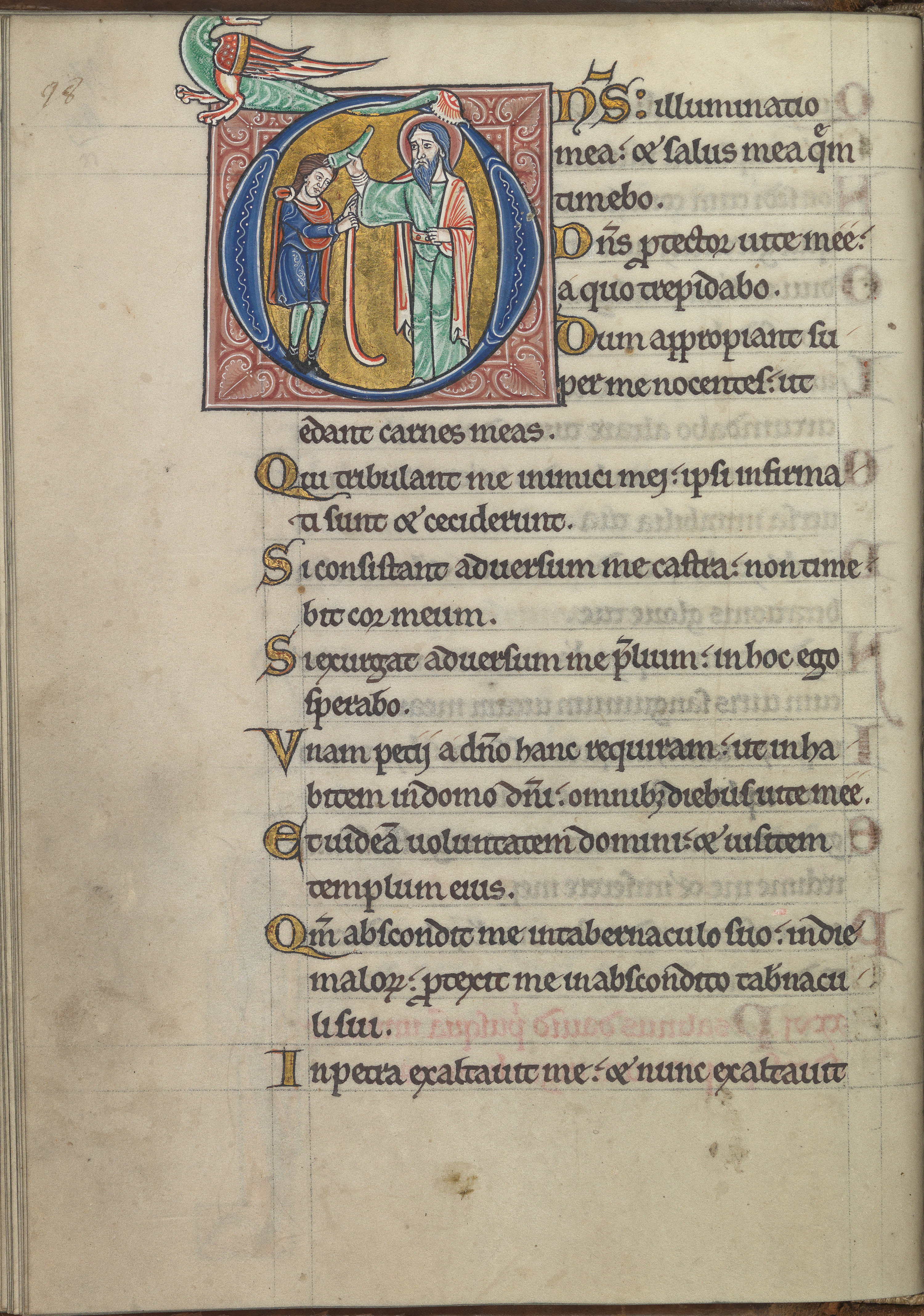
26-й псалом на листе из Псалтири Алиеоноры Аквитанской

Два́дцать шесто́й псало́м — 26-й псалом из книги Псалтырь (в масоретской нумерации — 27-й). Известен по латинскому инципиту Dominus illuminatio mea, «Господь просвѣщенiе мое». Вместе с 90-м псалмом используют как молитву в опасной ситуации.

## Надписание и авторство псалма
В синодальном переводе Библии псалом имеет надписание «псалом Давида» с добавлением из Септуагинты «прежде помазания». Надписание в Септуагинте — Τοῦ Δαυΐδ· πρὸ τοῦ χρισθῆναι, откуда и церковнославянское название «псалом Давиду, прежде помазания». Как следует из надписания, псалом написан царём Давидом перед помазанием на царство (2Цар. 5:3).

## Содержание
Давид изображает крепкую надежду на Господа как на Спасителя от врагов. Упоминая об изгнании и разлуке с близкими, выражает свою заботу не столько о воссоединении с ними, сколько о возможности созерцать «красоту Господню» и посещать Божий храм. По толкованию отцов Церкви, надеется увидеть блага Небесного Иерусалима — «земли живых».

## Богослужебное использование
Иудаизм
26-й псалом читают в молитвах в период с начала месяца элул до дня Хошана раба.
Православие
26-й псалом полностью поют в чине 12-ти псалмов, за богослужением 1-го часа навечерия праздника Богоявления Господня, а также при постриге в рясофор, во время Великого поста, в Благовещение на утрени, в последовании молебном о немощных, в последовании часов (Царские часы) в навечерие Просвещения. Отдельные стихи псалма поют по разным случаям.
26:1 «Господь — свет мой и спасение моё: кого мне бояться? Господь — крепость жизни моей: кого мне страшиться?» пели при крещении, а также в последовании малого и великого освящения воды, при соборовании, в праздники Богоявления и Благовещения.
Католицизм
По уставу святого Бенедикта, 26-й псалом пели на утрени в воскресенье.